# La brúixola daurada
La brúixola daurada (títol original en anglès, The golden compass) és una pel·lícula de 2007, dirigida per Chris Weitz i protagonitzada per Dakota Blue Richards, Nicole Kidman, Daniel Craig, Sam Elliott i Eva Green.
El film està basat en la novel·la La brúixola daurada, altrament coneguda com Llums del nord, de Philip Pullman i, igual que la novel·la, és la primera part de la trilogia La matèria obscura. Ha estat doblada al català.
En 2008 va ser guardonada amb el Premi Oscar i el Premi BAFTA per millors efectes visuals.

## Argument
En un món on hi ha diversos universos paral·lels, la història pren lloc en aquell on les ànimes dels humans habiten fora del seu cos en forma d'animals, els daimonion que, segons un tabú, no han de ser tocats per altres humans. La història comença quan Lyra Belacqua, una nena òrfena d'onze anys que viu al Jordan College d'Oxford, i la seva daimonion, Pantalaimon, salven al seu oncle, Lord Asriel, de ser enverinat per un representant del Magisteri, la institució que governa aquest món. Tots dos descobreixen que el motiu d'aquest enverinament era impedir que el seu oncle Lord Asriel presentés proves que unes partícules elementals anomenades Pols estaven fluint d'un univers paral·lel al seu univers, a través d'un lloc en el pol nord i que aquestes partícules s'estaven adherint als éssers humans. Asriel obté finançament del College per organitzar una expedició i anar a investigar més profundament el fenomen. Més tard es revela que, tot i que el Magisteri oficialment declara que la Pols no existeix, manté les seves pròpies investigacions per aconseguir que aquest deixi d'influir en les persones, ja que creuen que això els garantirà la submissió de tots al Magisteri.
Poc després que Lord Asriel marxi al nord, l'amic de Lyra, Roger Parslow, i molts altres nens, com Billy Costa, desapareixen misteriosament. Es diu que són raptats pels Gobblers, els quals es creu que devoren als nens, o que se'ls emporten al Nord. Lyra es promet a si mateixa de rescatar Roger, i troba la seva oportunitat quan la Senyora Coulter, una de les patrocinadores del College, la convida a ser el seu assistent personal, oferint-li portar-la al Nord. Lyra, entusiasmada, accepta, però abans de la seva partida, el rector del College li explica un aletiòmetre, el funcionament no li explica. És semblant a una brúixola d'or i pot revelar la resposta a qualsevol pregunta si un és capaç d'interpretar-la. Al llarg de la història, Lyra aprèn a usar-lo per si mateixa, per a sorpresa de molts. A la casa de la senyora Coulter, Lyra descobreix uns documents que li fan deduir que en realitat ella és la cap dels Gobblers i decideix escapar-se d'allà. Mentre és perseguida per la policia, és rescatada pels giptians, un poble nòmada que viu en vaixells a través dels rius d'Anglaterra i altres països. Li expliquen que l'estaven vigilant des que va abandonar el College, i que han organitzat una expedició per rescatar els nens (ja que alguns d'ells, com Billy Costa, són giptians), els quals saben que estan al Nord. Lyra els acompanya.
Un cop al Nord, en Trollesund, coneix Lee Scoresby, un aeronauta texà i a Iorek Brynson, un os cuirassat que per haver perdut l'armadura es veu obligat a treballar al poble reparant trineus, gràcies a la seva gran força i la seva destresa amb el metall. Després dir-li a Iorek on està la seva cuirassa (cosa que esbrina amb l'aletiòmetre) i recuperar-la, fa un pacte per ajudar a Lyra a salvar els nens perduts unint-se a l'expedició juntament amb el senyor Scoresby. En el seu viatge, troben a Billy Costa, però sense el seu daimonion i així comprenen que això és el que li fan als nens en el lloc on els retenen, denominat com Bolvangar. En trencar el vincle dels nens amb els seus daimonion, aquests queden en un estat proper a la mort.
Lyra és després segrestada i portada davant el rei dels ossos cuirassats, Ragnar Sturluson. Aquesta, sabent que Iorek aniria a rescatar-la, aconsegueix convèncer-ho que ella és un daimonion per a ell i que l'aconseguirà si venç a Iorek en un duel un a un. En celebrar-aquest, el rei és derrotat (Iorek li arrenca la mandíbula inferior d'una urpada i després estripa el seu coll d'una mossegada), podent així Iorek recuperar el tron que havia perdut en ser enganyat i expulsat per Ragnar. D'aquesta manera, Iorek recupera el seu honor i el lloc que li correspon entre els seus.
Després de l'enfrontament, Lyra es dirigeix a Bolvangar, on es fa passar per una nena perduda per tal de rescatar els nens segrestats pels Gobblers; però, és descoberta i posada en la màquina que separa els nens de les seves daimonions. Afortunadament, la Senyora Coulter la rescata, revela que és la seva mare i que Lord Asriel és el seu pare, però quan la dona explica que sap que Lyra porta un objecte que és clau perquè Lord Asriel concreti els seus plans i demana que l'hi lliuri la nena l'enganya i escapa.
Després provocar una explosió, Lyra aconsegueix alliberar els nens, que es veuen retinguts pels guardians tàrtars contractats pels Gobblers. No obstant això, amb l'aparició dels giptians i dels seus aliades, les bruixes del llac Enara, dirigides per Serafina Pekkala i Iorek, els guardians són derrotats i els nens posats en llibertat. Després d'aquests esdeveniments, Lyra, juntament amb el seu amic Roger, Iorek i Serafina, s'embarca en el globus de Lee Scoresby cap al lloc on Asriel es troba realitzant els seus experiments; això amb la finalitat de tornar-li la brúixola daurada. Lyra creu que amb això l'ajudarà a investigar sobre la Pols i així derrotar el Magisteri.

## Repartiment
- Lyra Belacqua (Dakota Blue Richards): una nena òrfena, aventurera, decidida i amb facilitat per inventar-se històries. Filla de Marisa Coulter i Lord Asriel.
- Pantalaimon (veu, Freddie Highmore): és el daimonion de Lyra.En la pel·lícula la manera que més s'utilitza és la d'una fura, mentre que en el llibre és la d'una papallona nocturna i ermini.
- Marisa Coulter (Nicole Kidman): mecenes del Jordan College, pren a Lyra sota la seva protecció. Mare de Lyra i major autoritat dels Gobblers.
- Lord Asriel (Daniel Craig): Pare de Lyra, explorador del Nord i de la Pols.
- Iorek Byrnison (veu, Ian McKellen): os cuirassat que acompanya a Lyra i els giptians en la seva expedició de rescat.
- John Faa (Jim Carter): Major cap dels giptians. El seu daimonion és un voltor.
- Farder Coram (Tom Courtenay): ancià i savi giptà. El seu daimonion és un linx. Antic enamorat de Seraffina Pekkala.
- Serafina Pekkala (Eva Green): reina de les bruixes del llac Enara, aliada dels giptians. També se li esmenta en el llibre i al seu Daimond Kaisa, un gran oca gris.
- Lee Scoresby (Sam Elliott): aeronauta texà, és contractat pels giptians. Amic de Iorek.
- Hester (veu, Kathy Bates): daimonion de Lee Scoresby. És un conill.
- Roger Parslow (Ben Walker): millor amic de Lyra, és segrestat pels Gobblers. El seu daimonion, Salcilia, igual que Pantalaimon, canvia de forma, encara que comunament pren la d'un gos.
- Ma Costa (Clare Higgins) Mare de Billy Costa, al llibre pren un paper molt més important que en la pel·lícula. El seu daimonion és un esparver.
- Rector del Jordan College (Jack Shepherd): lliurament a Lyra la brúixola daurada. El seu daimonion és un corb.
- Fra Pavel (Simon McBurney): membre del Magisteri que intenta enverinar a Lord Asriel. El seu daimonion és un escarabat. En el llibre aquest personatge no és esmentat.
- Ragnar Sturlurson (originalment Iofur Raknison) (veu, Ian McShane): rei dels ossos cuirassats, el seu màxim desig és tenir un daimonion, com els humans. Mor a les mans de Iorek Byrnison.
- Sra. Lonsdale (Magda Szubanski): criada del Jordan College.
- Alt càrrec del Magisteri (Christopher Lee): creu que el procés de intersición és la solució per als nens i les futures generacions.

## Rebuda
A l'octubre del 2007, l'organització independent de l'Església Catòlica dels Estats Units, la Lliga Catòlica, ha sol·licitat un boicot a causa de la publicitat que el film pogués suposar per als llibres de l'autor i els supòsits continguts denigrants per al cristianisme en general i l'Església Catòlica a particular.9 I, en certa manera, ho va aconseguir, atès que la pel·lícula és considerada un dels majors fracassos comercials dels últims anys (malgrat un moderat èxit internacional, als Estats Units, el mercat més important per als estudis, va recaptar només 70 milions). Però és difícil que les seves seqüeles vegin mai la llum a la pantalla gran.

## Diferències respecte a la novel·la
La primera frase de la pel·lícula revela que hi ha molts mons paral·lels en l'univers, cosa que a la novel·la original no pot ser més que intuït fins al final.
Lyra s'assabenta que la senyora Coulter és la seva mare a Bolvangar, però en el llibre s'assabenta abans fins i tot de marxar rumb al Nord amb els giptians.
En la novel·la es descriu a la senyora Coulter com una dona jove i bella les galtes quedaven emmarcades per una llarga cabellera negra i brillant, en la pel·lícula, Nicole Kidman té cabellera ros platí i el seu pèl no és llarg.
En la pel·lícula, Lyra va primer a Svalbard, el regne dels ossos, i després a Bolvangar, on tenen els nens capturats. En el llibre, és al revés.
L'autèntic final del llibre, el retrobament de Lyra amb Lord Asriel i els successos posteriors, incloent la mort de Roger i el traspàs de Lyra a l'altre món, no es mostra en la pel·lícula.
En el llibre, el document que Asriel ensenya als lletrats del Jordan College es complementa amb una fotografia en la qual apareix un noi al costat de l'adult, sense pols sobre ell. Això resulta de vital importància per entendre perquè el Magisteri creu que ha de separar els nens de les seves daimonions. Així mateix, s'omet el detall del suposat cap retallada de Stanislaus Grumann, que Asriel mostra als acadèmics en el llibre com a prova de la mort d'aquest a mans dels tàrtars. En la pel·lícula no s'esmenta si més no a Grumann, malgrat la seva aparició en els altres llibres.
En la pel·lícula es parla poc de la profecia de les bruixes a propòsit de Lyra, mentre que en un dels llibres la senyora Coulter fins i tot tortura a una bruixa perquè la hi reveli.
En els llibres, Fra Pavel és un aletiometrista que llegeix el seu instrument per donar informació al Magisteri.
La pel·lícula dona a entendre que l'habilitat en si de llegir l'aletiòmetre és molt rara, en canvi en el llibre el complicat és saber consultar-ho sense mirar els llibres.
A la pel·lícula es diu que queda un únic lector de símbols, a diferència del llibre on es diu que hi pot haver fins a sis, escampats per tot el món.
En els llibres, la institució del Magisteri és una versió opressiva de l'Església, mentre que en la pel·lícula és simplement un règim autoritari sense cap relació immediatament evident amb la religió.
Alguns personatges amb certa importància en llibres posteriors, com Lord Boreal, no apareixen en la pel·lícula.
En el llibre, el nen sense daimonion que troben en el camí a Bolvangar no és Billy Costa, que és trobat fora de perill al costat dels altres nens, sinó Tony Makarios, que mor al cap de poc temps, en estar separat de la seva daimonion. És el daimonion d'aquest nen el que respon al nom de Ratter, mentre que mai se sap el nom del de Billy Costa.
En la pel·lícula, es passa del rescat de Lyra per part dels gipcis directament al viatge al Nord. En el llibre, primer es realitza una assemblea dels giptans, en la qual es decideix anar al Nord a buscar els nens.
En la novel·la, l'aeronau de Scoresby és un globus, mentre que en la pel·lícula és similar a un dirigible. El fet que sigui originalment un globus és important per a la trama de la tercera novel·la, ja que és perseguit per dirigibles del Magisteri molt més veloços que aconsegueixen donar-li caça per això.
A la pel·lícula, el daimonion de Fra Pavel és un escarabat, perquè en dir-li a Lord Asriel "he seguit els seus passos de prop", quedés la resposta de Asriel "D'allà aquest mal olor", referent a la pesta que certs escarabats acomiaden com a defensa. En el llibre, el daimonion de Fra Pavel és una granota.
En la pel·lícula, Lyra descobreix que el Iofur Raknison, cridat en aquesta Ragnar Sturluson, és un os des de l'escena amb el sopar amb la senyora Coulter. En el llibre, sent que és el "rei de Svalvard", però no sap que Iofur i el seu poble són ossos, pel que li estranya que diguin que no té daimonion, raresa en els humans del seu món.
A la pel·lícula, el nom del rei dels ossos és Iofur Raknison. Chris Weitz va defensar el canvi en la pel·lícula per Ragnar Sturluson al·legant que els noms de Iorek Byrnison i del rei os sonaven massa semblants i podria portar a confusions per part de l'espectador. El nom fa referència a les sagues islandeses, un dels principals escriptors va ser Snorri Sturluson.
La traducció d'aletòmetre en els llibres lusos sol ser aletiòmetre. En la pel·lícula sovint es refereixen a ell com a brúixola daurada, en referència al títol amb què va ser publicada la novel·la a EUA i la pròpia pel·lícula a tot el món.
El nom dels Gobblers sol traduir-se en els llibres per Zampones.
En la versió espanyola de la novel·la, la paraula "dimoni" es tradueix com "daimonion", amb ànim que soni semblant a "dimoni". En canvi, en la pel·lícula no s'ha traduït aquesta paraula deixant "daemon" en la versió espanyola.
Igualment, els giptians han estat traduïts en els llibres com giptans. No obstant això, en la pel·lícula han estat traduïts com gipcis, a causa del excessiu semblant de la seva pronunciació amb la de gitanos.